# Artéria pancreaticoduodenal superior
A artéria pancreaticoduodenal superior desce entre as margens contínuas do duodeno e pâncreas.
Ela vasculariza estes dois órgãos, se anastomosando com o ramo pancreático duodenal inferior da artéria mesentérica superior  e com os ramos pancreáticos da artéria esplênica.